# Midvaal
Midvaal est une municipalité locale d'Afrique du Sud située dans le district municipal de Sedibeng dans la province du Gauteng. Son nom provient de sa situation géographique entre la région de Johannesburg/East Rand et celle de Vaal/Vereeniging.

## Composition
Midvaal regroupe les villes, villages et townships de :
- Brenkondown (quartier d'Alberton)
- Lakeside estate (quartier d'Evaton)
- Hartebeesfontein
- Mamello
- Meyerton (chef-lieu)
- Midvaal NU
- Nooitgecht
- Randvaal
- Vaal Marina
- De Deur (quartier de Vereeniging)
- Walkerville

## Démographie
Selon le recensement de 2011, la municipalité compte 95 301 habitants (contre 60 000 en 2001) dont 58,39 % de noirs, 38,69 % de blancs sud-africains, 1,63 % de Coloureds et 0,79 % d'hindous-pakistanais. 

## Politique

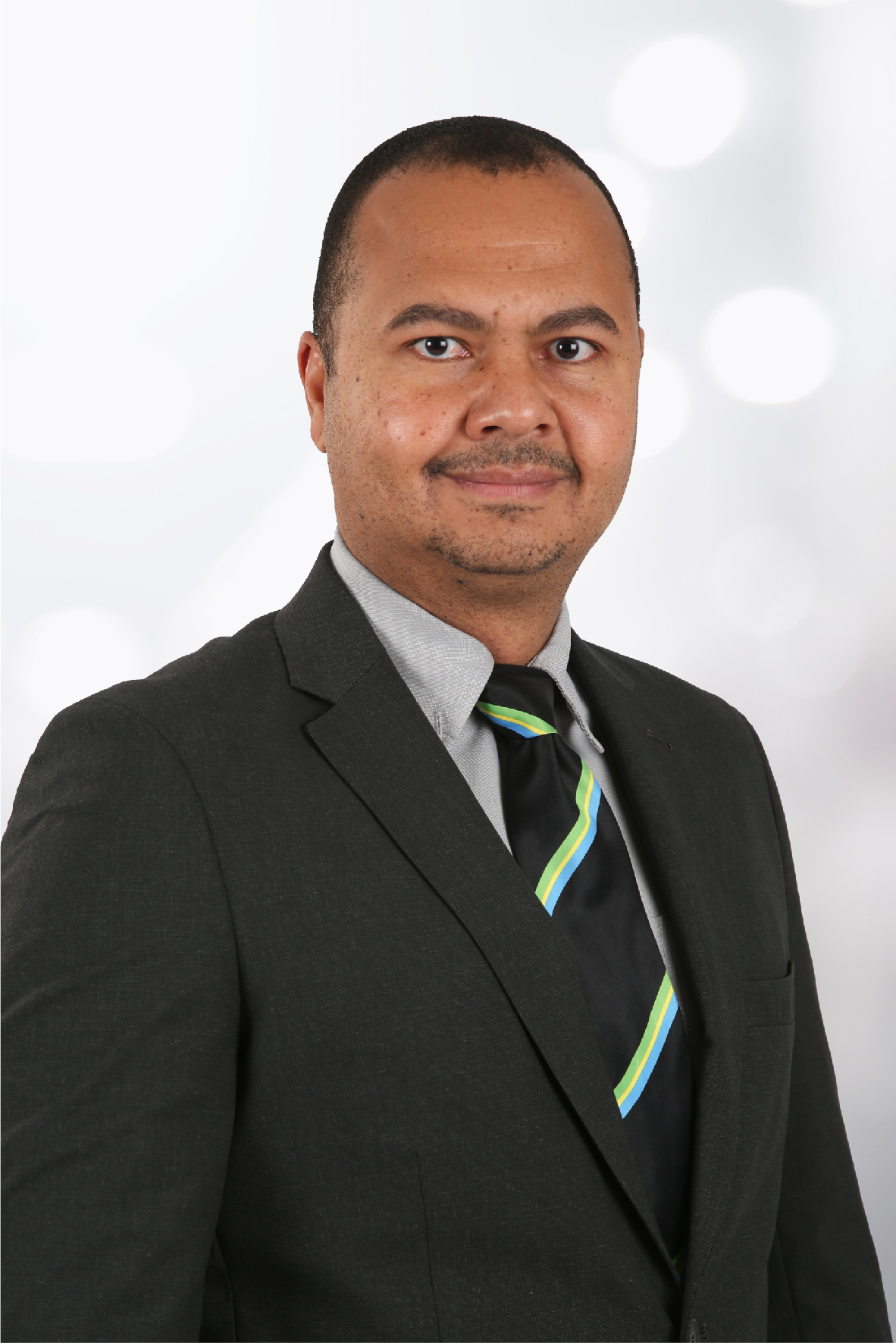
Peter Teixeira, maire depuis novembre 2021

Située en partie sur l'ancienne circonscription d'Hendrik Verwoerd, Midvaal est acquise à l'Alliance démocratique (DA) depuis les élections municipales de 2000. Elle est l'une des rares municipalités contrôlées par la DA non seulement dans la province de Gauteng mais aussi au nord du fleuve Vaal. 
Le maire, Timothy Nast, élu conseiller municipal en 2000 alors qu'il n'a que 19 ans avant d'être élu président du conseil municipal en 2006, a été l'un des plus jeunes maires du pays lors de son élection au poste de maire en 2009.
 
Sous le mandat de Timothy Nast, Midvaal a connu la plus forte croissance économique et démographique de la région du Sud-Gauteng. La municipalité a été classée première au niveau provincial pour ce qui est de la qualité de vie et 23e des 231 municipalités du pays en décembre 2010.
Lors des élections municipales de 2011, la liste de l'Alliance démocratique a remporté 56,4 % des voix et 15 sièges au conseil municipal (majorité absolue) contre 41,5 % et 11 sièges au congrès national africain et 1 siège au front de la liberté. À la suite de ces résultats, des supporteurs de l'ANC tentèrent d'identifier les résidents noirs des townships qui avaient apporté leurs suffrages à la DA afin d'incendier leurs habitations. Dans les jours qui suivirent, le président Jacob Zuma fit diligenter une enquête spéciale sur des allégations de corruption et de mauvaise gouvernance imputées à la municipalité.

### Liste des maires de Midvaal
| Maires de Midvaal depuis 2000 | Parti politique | Terme                           |
| ----------------------------- | --------------- | ------------------------------- |
| Daniel Anthony Strauss McLean | DA              | décembre 2000 - 2001            |
| Marti Wenger                  | DA              | novembre 2002 - mai 2009        |
| Timothy Nast                  | DA              | mai 2009 - juillet 2013         |
| Cliff Hartman (par intérim)   | DA              | 26 juillet - 29 août 2013       |
| Bongani Baloyi                | DA              | 29 août 2013 - 15 novembre 2021 |
| Peter Teixeira                | DA              | depuis le 15 novembre 2021      |